# Romance sin palabras
Romance sin palabras es una película en blanco y negro de Argentina dirigida por Leopoldo Torres Ríos según su propio guion escrito en colaboración con Leopoldo Torre Nilsson sobre el argumento de Adela Beltrán, que se estrenó el 17 de septiembre de 1948 y que tuvo como protagonistas a Miguel Faust Rocha, Florindo Ferrario, Elina Colomer y Lidia Denis.

## Sinopsis
Un pianista famoso, invitado por una muchacha, se interesa por su hermana que finge ser muda para ocultar un defecto de pronunciación.

## Reparto
- Miguel Faust Rocha …El padre
- Florindo Ferrario …Claudio
- Elina Colomer …Leonor
- Lidia Denis …Palmira
- Carmen Valdez …La madre
- Darío Garzay …Luciano
- Alejandro Maximino …Alberto
- José Comellas …Luis
- Roberto Locatelli …Él mismo

## Comentarios
Noticias Gráficas opinó:

”Excelente música, excesivo en palabras.”

Por su parte Crítica dijo :

”Inocente simpatía y realización de forzado estilo…en el otro extremo de Pelota de trapo.”